# Ermenegildo Manicardi
Monsignor Ermenegildo Manicardi (Carpi, 9 giugno 1948) è un presbitero e teologo italiano, dal 10 ottobre 2019 vicario generale della diocesi di Carpi.

## Biografia
Nato a Fossoli di Carpi nel 1948, ha studiato presso l'almo collegio Capranica di Roma dal 1969 al 1979. Nel giorno di Pentecoste 17 maggio 1975 è stato ordinato presbitero per la diocesi di Carpi. Dal 1979 fino al 1997 è stato assistente diocesano dei Giovani di Azione Cattolica, poi degli Adulti. Nello stesso 1979 ha iniziato a insegnare Esegesi e Teologia del Nuovo Testamento allo Studio Teologico Accademico Bolognese (STAB) e il 31 maggio 1980 ha conseguito il dottorato in Sacra Scrittura presso il Pontificio Istituto Biblico con una tesi sul Vangelo secondo Marco, che ha raccolto diversi consensi e numerose citazioni nel mondo accademico.
Nel 1985 è stato nominato direttore spirituale del seminario vescovile di Carpi (MO). Nel 1987 ha assunto la presidenza dello STAB, da lui condotto a ottenere, nel 2004, l'erezione a facoltà teologica da parte della Congregazione per l'educazione cattolica. Il 7 giugno dello stesso anno è divenuto rettore dell'Almo Collegio Capranica di Roma, incarico che ha mantenuto fino all'ottobre 2019. A Roma è stato nominato anche "canonico benedettino" della basilica papale di Santa Maria Maggiore e consigliere della Fondazione «Conservatorio della SS. Concezione delle Viperesche».
Fa parte del Consiglio di presidenza dell'Associazione Biblica Italiana (ABI) dal settembre 1990. Dal 1995 è vicedirettore di Rivista Biblica. È stato docente presso la Facoltà di Teologia della Pontificia Università Gregoriana e presso la Facoltà di Teologia della Pontificia Università della Santa Croce. 
Per dieci anni è stato consultore del Sinodo dei vescovi e ha partecipato in qualità di esperto alla XI e alla XII assemblea generale ordinaria del Sinodo, tenutesi a Roma nell'ottobre 2005 e nell'ottobre 2008.
Il 10 ottobre 2019 è stato nominato vicario generale della diocesi di Carpi dall'amministratore apostolico Erio Castellucci, arcivescovo-abate di Modena-Nonantola.

## Opere
- Hans Urs von Balthasar, Gloria. Una estetica teologica, vol. 7 Nuovo patto, traduzione di Gildo Manicardi, Guido Sommavilla, Milano, Jaca book, 1977, ("Già e non ancora" 16).
- Ermenegildo Manicardi, Il cammino di Gesù nel Vangelo di Marco. Schema narrativo e tema cristologico, Roma, Biblical institute press, 1981, ("Analecta Biblica" 96); rist.: Roma, Pontificio istituto biblico, 2003.
- Adrienne von Speyr, Esperienza di preghiera (Gebetserfahrung, 1965), traduzione di Gildo Manicardi [con in appendice Le preghiere della terra e Le preghiere del cielo, tradotte da Maria Luisa Milazzo], Milano, Jaca Book, 1990, ISBN 88-16-30183-X. Riedizione: Milano, Centro Ambrosiano, 2013, ISBN 978-88-8025-873-5.
- Teologia ed evangelizzazione. Saggi in onore di mons. Serafino Zardoni, a cura di Ermenegildo Manicardi, Bologna, EDB, 1993.
- Liturgia ed evangelizzazione nell'epoca dei Padri e nella Chiesa del Vaticano 2.o. Studi in onore di Enzo Lodi, a cura di Ermenegildo Manicardi e Fabio Ruggiero, Bologna, EDB, 1996.
- Vittorio Fusco, Ermenegildo Manicardi, Luis Alonso Schökel, Alla sequela di Gesù. Atti della Settimana biblica diocesana. Molfetta, 27-30 gennaio 1997, a cura di Gioacchino Prisciandaro, Molfetta, Luce e vita, 1998.
- Spirito di Dio e sacre scritture nell'autotestimonianza della Bibbia. 35.a settimana biblica nazionale (Roma, 7-11 settembre 1998), a cura di Ermenegildo Manicardi e Antonio Pitta, Bologna, EDB, 2000, [«Ricerche storico bibliche. Semestrale a cura dell'Associazione biblica italiana» 12 (2000)].
- Ermenegildo Manicardi, Luca Mazzinghi, Giuseppe Dossetti jr., Coppia e famiglia, luogo di benedizione, Reggio Emilia, Edizioni San Lorenzo, 2002.
- Luca Mazzinghi, Ermenegildo Manicardi, Giacomo Morandi, La sofferenza nella Sacra Scrittura. Dio fa scendere agli inferi e risalire (1Sam 2,6), Reggio Emilia, Edizioni San Lorenzo, 2003.
- Torah e kerygma: dinamiche della tradizione nella Bibbia 37.a Settimana Biblica Nazionale (Roma, 9-13 settembre 2002), a cura di Innocenzo Cardellini ed Ermenegildo Manicardi, Bologna, EDB, 2004, [«Ricerche storico bibliche. Semestrale a cura dell'Associazione biblica italiana», 16 (2004)].
- Jean Louis Ska, Ermenegildo Manicardi, Antonio Nitrola, L'aldilà. La risurrezione nel testo biblico e nella visione del magistero, a cura di Alberto Bigarelli e Aldo Peri, Reggio Emilia, Edizioni San Lorenzo, 2005, ISBN 88-8071-163-6.
- Ermenegildo Manicardi, Gesù, la cristologia, le Scritture. Saggi esegetici e teologici, a cura di Maurizio Marcheselli, Bologna, EDB, 2005.
- Luca Mazzinghi, Luciano Caro, Ermenegildo Manicardi, "De sexto". La sessualità nelle Scritture sacre, a cura di Alberto Bigarelli e Aldo Peri, Reggio Emilia, Edizioni San Lorenzo, 2005, ISBN 978-88-807-1175-9.
- Generati da una parola di verità (Gc 1,18). Scritti in onore di Rinaldo Fabris nel suo 70.o compleanno a cura di Santi Grasso, Ermenegildo Manicardi, Bologna, EDB, 2006.
- Jean Louis Ska, Ermenegildo Manicardi, Pietro Lombardini, Il mistero del male. Il diavolo: mito o realtà, presentazione di Alberto Bigarelli, Reggio Emilia, Edizioni San Lorenzo, 2006.
- Il potere politico. Bisogno e rifiuto dell'autorità 38. settimana biblica nazionale (Roma, 6-10 settembre 2004), a cura di Ermenegildo Manicardi e Luca Mazzinghi, Bologna, EDB, 2006, [«Ricerche storico bibliche. Semestrale a cura dell'Associazione biblica italiana», 18 (2006)].
- Joachim Gnilka, Marco, postfazione di Ermenegildo Manicardi, aggiornamento bibliografico a cura di Franco Manzi, Assisi, Cittadella editrice, 2007, ISBN 978-88-308-0874-4.
- Processo esegetico ed ermeneutica credente. Una polarità intrinseca alla Bibbia 40.a settimana biblica nazionale (Roma, 8-12 settembre 2008), a cura di Ermenegildo Manicardi, Gianantonio Borgonovo, Bologna, EDB, 2010, [«Ricerche storico bibliche. Semestrale a cura dell'Associazione biblica italiana», 22 (2010)].
- Ermenegildo Manicardi, Il prologo giovanneo come guida alla Verbum Domini: Verbum Domini, n. 5 e i titoli, in Commento alla Verbum Domini, a cura di Carmen Aparicio Valls, Salvador Pié-Ninot, Roma, Gregorian & Biblical Press, 2011, ("Theologia" 4).
- Genesi 1-11 e le sue interpretazioni canoniche. Un caso di teologia biblica. 41.a settimana biblica nazionale (Roma, 6-10 settembre 2010), a cura di Ermenegildo Manicardi, Luca Mazzinghi, Bologna, EDB, 2012, [«Ricerche storico bibliche. Semestrale a cura dell'Associazione biblica italiana», 24 (2012)].
- The gospels: history and christology. The search of Joseph Ratzinger-Benedict XVI, a cura di Bernardo Estrada, Ermenegildo Manicardi, Armand Puig i Tàrrech, Città del Vaticano, Libreria editrice vaticana-Fondazione vaticana Joseph Ratzinger Benedetto XVI, 2013, 2 voll.; vol.1 ISBN 978-88-209-9221-7, vol. 2 ISBN 978-88-209-9222-4.
- Al primo posto le scritture. Biblisti italiani del Novecento, a cura di Rinaldo Fabris, Giuseppe Ghiberti, Ermenegildo Manicardi, Caltanissetta-Roma, Sciascia editore, 2014, ISBN 978-88-8241-447-4.
- Il racconto della tomba vuota secondo Marco e il lezionario della Veglia pasquale, in  La Bibbia si apre a Pasqua. Il lezionario della Veglia pasquale: storia, esegesi, liturgia, a cura di Jean-Pierre Sonnet, Cinisello Balsamo-Roma, San Paolo-GBPress, 2016, ISBN 978-88-215-9760-2.
- Ciò che il fedele spera. L'escatologia cristiana a partire dal pensiero di Joseph Ratzinger-Benedetto XVI. Atti del convegno L'escatologia: analisi e prospettive. Roma, 24-26 novembre 2016, a cura di Bernardo Estrada, Pierluca Azzaro, Ermenegildo Manicardi, prefazione di Federico Lombardi, Città del Vaticano, Libreria editrice vaticana-Fondazione vaticana Joseph Ratzinger Benedetto XVI-Facoltà di teologia della Pontificia università di Santa Croce, 2017, ISBN 978-88-266-0002-4.
- La Bibbia nell'Amoris laetitia. Un promettente cantiere ermeneutico, prefazione del cardinale Walter Kasper, Bologna, EDB, 2018, ISBN 978-88-10-52166-3.
- "Lo pose in una mangiatoia". Il racconto lucano dell'infanzia di Gesù, Bologna, EDB, 2019, ISBN 978-88-10-22188-4.
- «Quando il ramo diventa tenero». La tenerezza nel Vangelo di Marco, Bologna, EDB, 2019, ISBN 978-88-10-22185-3.
- Jean Louis Ska, Flavio Dalla Vecchia, Ermenegildo Manicardi, Un Dio da raccontare, presentazione di Alberto Bigarelli, Reggio Emilia, San Lorenzo, 2020, ISBN 978-88-8071-232-9.
- Che cosa vuoi che io faccia per te? Imparare a diventare oggi discepoli-missionari alla luce dei Vangeli, prefazione di Erio Castellucci, Roma, AVE, 2022, ISBN 978-88-327-1296-4.
- Regno dei cieli e pieno compimento. Il Discorso del monte nel Vangelo secondo Matteo, Bologna, Centro editoriale dehoniano, 2022, ISBN 978-88-10-22194-5.